# Coelioxys dapitanensis
Coelioxys dapitanensis är en biart som beskrevs av Cockerell 1915. Coelioxys dapitanensis ingår i släktet kägelbin, och familjen buksamlarbin. Inga underarter finns listade i Catalogue of Life.